# 5941 Valencia
För andra betydelser, se Valencia (olika betydelser).
5941 Valencia eller 1982 UQ6 är en asteroid i huvudbältet som upptäcktes den 20 oktober 1982 av den rysk-sovjetiska astronomen Ljudmila Karatjkina vid Krims astrofysiska observatorium på Krim. Den är uppkallad efter den spanska staden Valencia.
Den tillhör asteroidgruppen Koronis.